# Championnat canadien de soccer 2013
Navigation
Édition précédente Édition suivante
Le Championnat canadien de soccer 2013 (officiellement appelé Championnat canadien Amway 2013), est la sixième édition du Championnat canadien, un tournoi canadien de soccer organisé par l'Association canadienne de soccer. 
Le tournoi vise à déterminer le club qui participe au championnat continental des clubs de la CONCACAF : la Ligue des champions de la CONCACAF. En 2013 la compétition s'est tenue dans les villes de Montréal, Toronto, Edmonton et Vancouver. Les trois équipes canadiennes de la MLS (l'Impact de Montréal, le Toronto FC et les Whitecaps de Vancouver) participent à ce championnat ainsi que le FC Edmonton, équipe de NASL (D2 Nord-américaine).
La Coupe des Voyageurs est remise au gagnant à l'issue du tournoi.

## Compétition

### Règlement
Comme en 2011 et 2012, le championnat se déroule sous la forme de tournoi avec demi-finales et finale en match aller-retour avec match retour chez la meilleure tête de série. L'ordre des matchs est déterminé par le classement en ligue de chacune des équipes l'année précédente de l'année précédente. Ainsi, Vancouver est classé numéro 1 (11e de MLS), Montréal est numéro 2 (12e de MLS), Toronto est numéro 3 (19e de MLS) et enfin Edmonton est classé numéro 4 (8e de NASL).

### Tableau
|  | Demi-finales               | Demi-finales               | Demi-finales             | Demi-finales             |                        |                        | Finale            | Finale            | Finale            | Finale            |
|  |                            |                            |                          |                          |                        |                        |                   |                   |                   |                   |
|  | 24 avril et 1er mai 2013   | 24 avril et 1er mai 2013   | 24 avril et 1er mai 2013 | 24 avril et 1er mai 2013 |                        |                        | 15 et 29 mai 2013 | 15 et 29 mai 2013 | 15 et 29 mai 2013 | 15 et 29 mai 2013 |
|  | (1) Vancouver Whitecaps FC | (1) Vancouver Whitecaps FC | 3                        | 2                        |                        |                        | 15 et 29 mai 2013 | 15 et 29 mai 2013 | 15 et 29 mai 2013 | 15 et 29 mai 2013 |
|  | (1) Vancouver Whitecaps FC | (1) Vancouver Whitecaps FC | 3                        | 2                        |                        |                        | 15 et 29 mai 2013 | 15 et 29 mai 2013 | 15 et 29 mai 2013 | 15 et 29 mai 2013 |
|  | (4) FC Edmonton            | (4) FC Edmonton            | 2                        | 0                        |                        |                        | 15 et 29 mai 2013 | 15 et 29 mai 2013 | 15 et 29 mai 2013 | 15 et 29 mai 2013 |
|  | (4) FC Edmonton            | (4) FC Edmonton            | 2                        | 0                        | Vancouver Whitecaps FC | Vancouver Whitecaps FC | 0                 | 2                 |                   |                   |
|  | 24 avril et 1er mai 2013   |                            |                          |                          | Vancouver Whitecaps FC | Vancouver Whitecaps FC | 0                 | 2                 |                   |                   |
|  |                            |                            | Impact de Montréal       | Impact de Montréal       | 0                      | 2                      |                   |                   |                   |                   |
|  | (2) Impact de Montréal     | (2) Impact de Montréal     | Impact de Montréal       | Impact de Montréal       | 0                      | 2                      | 0                 | 6                 |                   |                   |
|  | (2) Impact de Montréal     | (2) Impact de Montréal     |                          |                          |                        |                        |                   | 6                 |                   |                   |
|  | (3) Toronto FC             | (3) Toronto FC             | 2                        | 0                        |                        |                        |                   |                   |                   |                   |
|  | (3) Toronto FC             | (3) Toronto FC             | 2                        | 0                        |                        |                        |                   |                   |                   |                   |

### Détail des matchs

#### Demi-finales
| 24 avril 2013   | FC Edmonton                                                | 2 - 3 | Vancouver Whitecaps FC                                                         | Stade du Commonwealth, Edmonton                 |                                                 |
| 21:30 UTC−07:00 | Cox 8e · Nurse 28e · Roberts 33e · Laing 54e · Hlavaty 88e |       | 5e Camilo · 36e Teibert · 78e Camilo · 78e Harvey · 83e Camilo · 89e Heinemann | Spectateurs : 2 838 Arbitrage : Silviu Petrescu | Spectateurs : 2 838 Arbitrage : Silviu Petrescu |
| 21:30 UTC−07:00 | Rapport                                                    |       |                                                                                | Spectateurs : 2 838 Arbitrage : Silviu Petrescu | Spectateurs : 2 838 Arbitrage : Silviu Petrescu |

| 1er mai 2013    | Vancouver Whitecaps FC        | 2 - 0 | FC Edmonton | BC Place Stadium, Vancouver                   |                                               |
| 22:00 UTC−08:00 | Hertzog 58e · Saiko 67e (csc) |       | 51e Leroy   | Spectateurs : 14 892 Arbitrage : Geoff Gamble | Spectateurs : 14 892 Arbitrage : Geoff Gamble |
| 22:00 UTC−08:00 | Rapport                       |       |             | Spectateurs : 14 892 Arbitrage : Geoff Gamble | Spectateurs : 14 892 Arbitrage : Geoff Gamble |

| 24 avril 2013   | Toronto FC                              | 2 - 0 | Impact de Montréal | BMO Field, Toronto                          |                                             |
| 19:30 UTC−05:00 | Henry 49e · Wiedeman 81e · Wiedeman 84e |       | 55e Mallace        | Spectateurs : 11 043, Arbitrage : Paul Ward | Spectateurs : 11 043, Arbitrage : Paul Ward |
| 19:30 UTC−05:00 | Rapport                                 |       |                    | Spectateurs : 11 043, Arbitrage : Paul Ward | Spectateurs : 11 043, Arbitrage : Paul Ward |

| 1er mai 2013    | Impact de Montréal                                                                         | 6 - 0 | Toronto FC            | Stade Saputo, Montréal                       |                                              |
| 19:30 UTC−05:00 | Mapp 24e · Tissot 25e · Paponi 33e · Di Vaio 44e · Romero 61e · Di Vaio 90e · Wenger 90+4e |       | 14e Henry · 17e Lambe | Spectateurs : 14 931 Arbitrage : Drew Fisher | Spectateurs : 14 931 Arbitrage : Drew Fisher |
| 19:30 UTC−05:00 | Rapport                                                                                    |       |                       | Spectateurs : 14 931 Arbitrage : Drew Fisher | Spectateurs : 14 931 Arbitrage : Drew Fisher |

#### Finale
| 15 mai 2013     | Impact de Montréal                    | 0 - 0 | Whitecaps de Vancouver | Stade Saputo, Montréal                           |                                                  |
| 19:30 UTC−05:00 | Camara 25e · Warner 31e · Di Vaio 33e |       | 49e O'Brien            | Spectateurs : 12 016 Arbitrage : Silviu Petrescu | Spectateurs : 12 016 Arbitrage : Silviu Petrescu |
| 19:30 UTC−05:00 | Rapport                               |       |                        | Spectateurs : 12 016 Arbitrage : Silviu Petrescu | Spectateurs : 12 016 Arbitrage : Silviu Petrescu |

| 29 mai 2013     | Whitecaps de Vancouver    | 2 - 2 | Impact de Montréal                  | BC Place, Vancouver                          |                                              |
| 22:00 UTC−08:00 | Camilo 4e · Kobayashi 69e |       | 6e Camara · 49e Felipe · 84e Camara | Spectateurs : 18 183 Arbitrage : Drew Fisher | Spectateurs : 18 183 Arbitrage : Drew Fisher |
| 22:00 UTC−08:00 | Rapport                   |       |                                     | Spectateurs : 18 183 Arbitrage : Drew Fisher | Spectateurs : 18 183 Arbitrage : Drew Fisher |

| Champion du Canada 2013           |
| --------------------------------- |
| Drapeau du Canada                 |
| Impact de Montréal Deuxième titre |